# Robert Powell (Zoologe)
Robert „Bob“ Powell (* 17. August 1948 in Deutschland) ist ein US-amerikanischer Herpetologe. Sein Forschungsschwerpunkt ist die Herpetofauna der Karibik.

## Leben
Powell wurde in Deutschland geboren, wuchs jedoch in Missouri auf. 1970 erlangte er den Bachelor of Arts an der University of Missouri und 1971 den Master of Arts an der University of Missouri-Kansas City. 1984 wurde er mit der Dissertation Variation in Spotted Salamanders (Ambystoma maculatum) from Missouri zum Ph.D. an der University of Missouri promoviert. 1989 wurde er Professor und Koordinator an der biologischen Abteilung des Avila College in Kansas City und. Von 1994 bis 2018 war er Professor für Biologie an der Avila University in Kansas City.  
Powell ist Mitglied zahlreicher Organisationen, darunter American Society of Ichthyologists and Herpetologists, American Society of Mammalogists, Association of College and University Biology Educators, Association of Systematics Collections, Biological Society of Washington, Chicago Herpetological Society, Council on Undergraduate Research, Deutsche Gesellschaft für Herpetologie und Terrarienkunde, Herpetologists’ League, International Iguana Society, IUCN Diminishing Amphibian Task Force, IUCN Iguana Specialist Group, Kansas City Herpetological Society, Kansas Herpetological Society, Maryland Herpetological Society, Missouri Academy of Science, Missouri Herpetological Association, Missouri Prairie Foundation, Societas Europaea Herpetologica, Society for the Study of Amphibians and Reptiles und Vida Silvestre Neotropical.
Von 1991 bis 2004 war Powell Redakteur beim Catalogue of American Amphibians and Reptiles (CAAR). Seit 2013 gehört er zu den Betreuern der Online-Ausgabe. Daneben war er Redakteur bei Iguana, dem Journal der International Iguana Society.
2005 beschrieb Powell in Zusammenarbeit mit Robert W. Henderson die Geckoart Gonatodes daudini, die auf Union Island in den Grenadinen vorkommt. 2010 gehörte er zu seinem Team von Wissenschaftlern, das auf Union Island die Blindschlangenart Amerotyphlops tasymicris wiederentdeckt hatte, die zuvor nur von zwei im Jahr 1968 auf Grenada gesammelten Typusexemplaren bekannt war.

## Schriften (Auswahl)
- R. W. Henderson, R. Powell (Hrsg.): Amphibians and Reptiles of the St. Vincent and Grenada Banks, West Indies Edition Chimaira, Frankfurt am Main, 2018. ISBN 978-3-89973-483-6
- R. Powell, Roger Conant, Joseph T. Collins: Peterson Field Guide to Reptiles and Amphibians of Eastern and Central North America. Houghton Mifflin Harcourt. Boston and New York, 2016. ISBN 978-0-544-12997-9
- R. Powell, J. T. Collins, E.D. Hooper, Jr.: A Key to the Herpetofauna of the Continental United States and Canada. Second edition, revised and updated. University of Kansas Press. Lawrence, Kansas, 2012. ISBN 978-0-70061-833-0
- R. W. Henderson, R. Powell (Hrsg.): Natural History of West Indian Reptiles and Amphibians. University of Florida Press. Gainesville, Florida, 2009. ISBN 978-0-81303-394-5
- R. W. Henderson, R. Powell (Hrsg.): The Biology of Boas and Pythons. Eagle Mountain Publishing LC. Eagle Mountain, Utah, 2007. ISBN 978-097201-543-1
- R. Powell, R. W. Henderson, J. S. Parmerlee, Jr. 2005. Reptiles and Amphibians of the Dutch Caribbean: St. Eustatius, Saba, and St. Maarten. St. Eustatius National Parks Foundation. Gallows Bay, St. Eustatius, Netherlands Antilles. ISBN 978-0-96739-588-3
- R. W. Henderson, R. Powell (Hrsg.): Islands and the Sea: Essays on Herpetological Exploration in the West Indies. Soc. Study Amphib. Rept. Contrib. Herpetol., vol. 20. Ithaca, New York, 2003. ISBN 978-0-91698-462-5
- Karim V. D. Hodge, Ellen Joan Censky, Robert Powell: The Reptiles and Amphibians of Anguilla, British West Indies. Anguilla National Trust. The Valley, 2003. ISBN 978-0-96739-589-0
- Robert Powell, Joseph T. Collins, Errol D. Hooper, Jr.: A Key to the Amphibians and Reptiles of the Continental United States and Canada. Univ. Kansas Press. Lawrence, Kansas, 1998. ISBN 978-0-70060-929-1
- R. Powell, R. W. Henderson (Hrsg.): Contributions to West Indian Herpetology: A Tribute to Albert Schwartz. Society for the Study of Amphibians and Reptiles. Contrib. Herpetol., no. 12. Ithaca, New York, 1996. ISBN 978-0-91698-437-3